# Gösta Herberts
Gösta Herberts, född 28 januari 1909 i Stockholm,  död 3 juli 1982, var en svensk överläkare. Han var 1959–1961 professor i öron-, näs- och halssjukdomar vid Umeå universitet och var från 1962 professor i samma ämne vid Göteborgs universitet.